# 青森県立青森第一養護学校
青森県立青森第一養護学校（あおもりけんりつ あおもりだいいちようごがっこう）は、青森県青森市大字石江字江渡にある公立特別支援学校。肢体不自由者を教育対象とする。
1961年（昭和36年）4月、青森県立あすなろ学園（現・青森県立あすなろ療育福祉センター）に入所している学齢児童・生徒への学校教育を目的として設立された。当時の学校名は青森県立青森養護学校であったが、青森県立八甲学園内に開設していた八甲分校が1966年4月に青森県立第二養護学校（現・青森県立青森第二養護学校）と改称・独立するのに伴い、本校も青森県立第一養護学校と改称した。そして1973年4月に青森県立青森第一養護学校となる。
設けられている学部は小学部と中学部。2004年4月からは、学校内に青森県立青森第一高等養護学校の分教室（石江分教室）が開設されている。かつては本校独自の高等部も設けられていたが、青森県立青森第三養護学校（現・青森県立青森第一高等養護学校）の新設によって1976年3月から廃止されている。
敷地内には入所・支援施設の青森県立あすなろ療育福祉センター（上記参照）があり、一部の児童・生徒はそこから通学している。